# Öreg rókák, nem vén rókák
Az Öreg rókák, nem vén rókák (eredeti cím: Going in Style) 1979-ben bemutatott amerikai bűnügyi filmvígjáték, melyet Martin Brest írt és rendezett. A főbb szerepekben George Burns, Art Carney, Lee Strasberg és Charles Hallahan látható.
Ez volt Brest első, kereskedelmi forgalomban megjelent játékfilmje. Remake-je a 2017-ben jelent meg Vén rókák címmel.

## Cselekmény
Joe, Al és Willie három idős férfi, egy kis lakáson osztoznak a New York-i Queensben. Jóléti csekkeken élnek, és az idejüket újságolvasással, a parkban padokon ücsörgéssel és galambetetéssel töltik. Joe végül arra a felismerésre jut, hogy valami radikális dolgot kellene tenniük, ami megváltoztatjaegyhangú, unalmas életüket: azt javasolja, vágjanak bele egy rablásba. Bár nincs bűnözői tapasztalatuk, némi vonakodás után másik két társa is beleegyezik a dologba.
Al titokban kölcsönvesz három pisztolyt unokaöccse, Pete fegyvergyűjteményéből. A trió Groucho Marx álarcot és orrszemüveget viselve kirabolja a bankot, és 35 ezer dollárt szerezve. Az izgalom túl soknak bizonyul Willie számára, hamarosan végzetes szívrohamot kap. Joe és Al 25 ezer dollárt adnak elhunyt barátjuk családjának, azt állítva, ez az összeg Willie életbiztosításából származik. Úgy döntenek, a maradék 10 ezer dollárt egy Las Vegas-i kirándulásra költik. Al és Joe végül több mint 70 ezer dollárt nyer kockajátékon. Eközben a különös rablás színes történetet kap a médiában, és a rendőrség a bűnözők nyomába ered.
Az utazás, amelyet közvetlenül Willie temetése után tettek meg, kimeríti Alt, és álmában meghal. Joe tájékoztatja Pete-et nagybátyja haláláról, majd beszámol neki a bankrablásról és a Las Vegas-i kalandról. Átadja a férfinak a rablásból megmaradt összeget és a vegasi nyereményt, arra utasítva, hogy a készpénzt a széfjében tárolja, és soha senkinek ne beszéljen róla. Másnap, útban Al temetésére, Joe-t letartóztatják. Ő bevallja a rablást, de nem hajlandó elárulni, mi történt a pénzzel.
Pete meglátogatja Joe-t a börtönben, és azt javasolja, legalább az ellopott pénzt adja vissza, mert így elengednék büntetése egy részét. Joe elmagyarázza, hogy naponta háromszor kap rendes ételt, és úgy bánnak vele, mint egy királlyal. Hozzáteszi, ő már idős ember, akinek nincs családja és most már a barátai is mind halottak, ezért beletörődött sorsába. Pete-et arra biztatja, hogy élvezze az „örökségét”, majd visszamegy cellájába.

## Szereplők
| Szerep  | Színész              | Magyar hang     |
| ------- | -------------------- | --------------- |
| Joe     | George Burns         | Elekes Pál      |
| Al      | Art Carney           | Horkai János    |
| Willie  | Lee Strasberg        | Kenderesi Tibor |
| Pete    | Charles Hallahan     | Koroknay Géza   |
| Kathy   | Pamela Payton-Wright |                 |
| Colleen | Siobhan Keegan       |                 |
| Kevin   | Brian Neville        |                 |

## Remake
2015-ben a Warner Bros. és a New Line Cinema megkezdte az Öreg rókák, nem vén rókák remake-jének készítését. A filmet Zach Braff rendezte, Theodore Melfi írta, a főszerepekben pedig Morgan Freeman, Michael Caine és Alan Arkin látható. A remake 2017. április 7-én jelent meg.

## Fordítás
- Ez a szócikk részben vagy egészben  a   Going in Style című angol Wikipédia-szócikk fordításán alapul.  Az eredeti cikk szerkesztőit annak laptörténete sorolja fel. Ez a jelzés csupán a megfogalmazás eredetét és a szerzői jogokat jelzi, nem szolgál a cikkben szereplő információk forrásmegjelöléseként.
- Ez a szócikk részben vagy egészben  a   Die Rentner-Gang című német Wikipédia-szócikk fordításán alapul.  Az eredeti cikk szerkesztőit annak laptörténete sorolja fel. Ez a jelzés csupán a megfogalmazás eredetét és a szerzői jogokat jelzi, nem szolgál a cikkben szereplő információk forrásmegjelöléseként.

## Hasonló filmek
Más, idősebb elkövetőkkel foglalkozó bűnügyi filmek:
- Kemény fickók (1986)
- Született gengszterek (2012)
- Úriember revolverrel (2018)